# 别洛瓦尔
别洛瓦尔位於克罗地亚北部，為别洛瓦尔-比洛戈拉县首府。

## 友好城市
- 克罗地亚伊莫特斯基
- 克罗地亚Novalja
- 克罗地亚帕克拉茨
- 意大利鲁别拉
- 波斯尼亚和黑塞哥维那维索科